# Magny-en-Vexin
Magny-en-Vexin es una comuna francesa situada en el departamento de Valle del Oise, de la región de Isla de Francia.

## Historia
- En 1964 absorbe la comuna de Blamécourt.[3]
- En 1967 absorbe la comuna de Arthieul.[3]

## Demografía
| Gráfica de evolución demográfica de Magny-en-Vexin entre 1800 y 2022 |
|                                                                      |

Los datos demográficos contemplados en este gráfico se han cogido de la página francesa EHESS/Cassini.